# フェルナンド・デ・ノローニャ海洋国立公園
フェルナンド・デ・ノローニャ海洋国立公園（フェルナンド・デ・ノローニャかいようこくりつこうえん、葡：Parque Nacional Marinho de Fernando de Noronha）はブラジルの国立公園。ペルナンブーコ州に所在する。

## 立地
当園はペルナンブーコの自治体であるフェルナンド・デ・ノローニャ島を一部含む。敷地面積は10,927.64 ha (109,276,400 m2)。フェルナンド・デ・ノローニャ環境保護地区はフェルナンド・デ・ノローニャ島の都市部を、当園はそれ以外の地域を担当している。この地域には、サンペドロ・サンパウロ群島にまでまたがる海洋も含まれる。

## 管理部門
当園は1988年9月14日に連邦政令96.693号によって創設された。シコ・メンデス生物多様性保全研究所（ICMBio）が管理している。この公園は、保護地域カテゴリーII に分類されている。その目的は、生態学的に重要で美しい自然の生態系を保護し、科学研究、環境教育、解説、野外レクリエーション、エコツーリズムを支援することである。
まず1990年12月31日に非公式な管理計画が発表された。2001年12月31日に諮問委員会が設置され、2010年11月29日には様々な調査を盛り込んだ修正管理計画が発表された。

## 環境

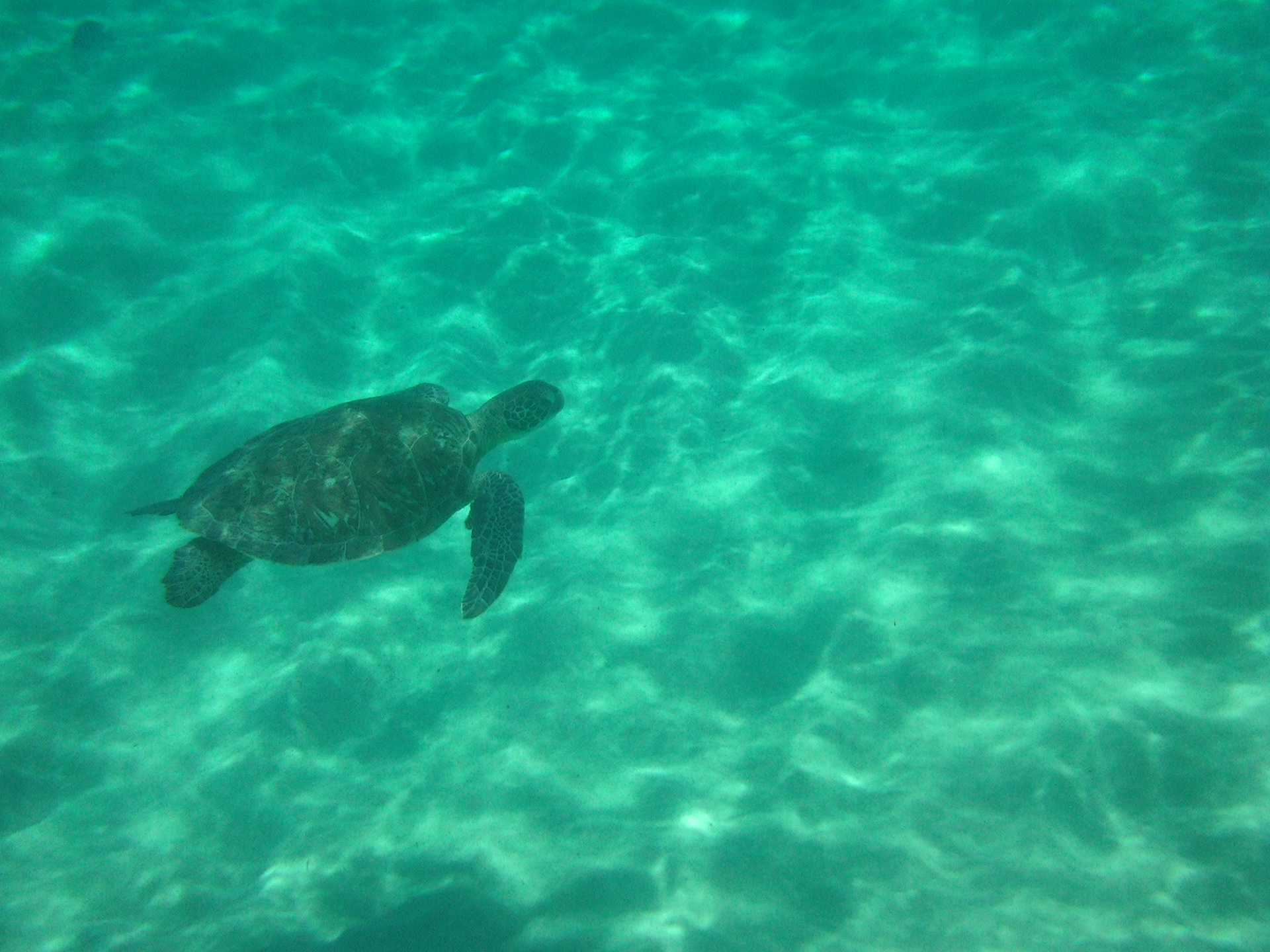
フェルナンド・デ・ノローニャの海を泳ぐアオウミガメ

かつてこの島が刑務所として使われていた頃、囚人が隠れにくくするために、植生が多く伐採された。その後、外来種、特にアマが家畜の餌として持ち込まれ、制御不能なまでに広がった。テグは、ネズミの侵入を防ごうとして導入されたが失敗した。環境回復という目標が掲げられているにもかかわらず、島ではヒツジの飼育が続けられていた
公園で保護されている鳥類には、ノローニャ・エレニア（Elaenia ridleyana）、アカハシネッタイチョウ（Phaethon aethereus）、シラオネッタイチョウ（Phaethon lepturus）、セグロミズナギドリ（Puffinus lherminieri）、ノロンハモズモドキ（Vireo gracilirostris）などがいる。公園内のその他の保護種には、ジョンガルティア・ラゴストマ（Johngarthia lagostoma）とペルクノン・ジベシ（Percnon gibbesi）、アカウミガメ（Caretta caretta）、アオウミガメ（Chelonia mydas）、タイマイ（Eretmochelys imbricata）などがいる、 ヒメウミガメ（Lepidochelys olivacea）、ニシレモンザメ（Negaprion brevirostris）、エキナスター・ガイアネンシス（Echinaster guyanensis）、タイセイヨウマツカサウニ（Eucidaris tribuloides）、ミレポラ・アルシコルニス（Millepora alcicornis）、フィログルギア・ディラタタ（Phyllogorgia dilatata）。